# Paramelomys
Paramelomys — рід мишоподібних гризунів родини мишевих (Muridae). Представники роду мешкають на острові Нова Гвінея.

## Види
Включає сім видів:
- Paramelomys levipes
- Paramelomys lorentzii
- Paramelomys mollis
- Paramelomys moncktoni
- Paramelomys naso
- Paramelomys platyops
- Paramelomys rubex
- Paramelomys steini